# Perfil alar

Fuerzas sobre un perfil alar

Ejemplo de perfiles presentes en la naturaleza y de algunos vehículos

En aeronáutica se denomina perfil alar, perfil aerodinámico o simplemente perfil, a la forma del área transversal de un elemento, que al desplazarse a través del aire es capaz de crear a su alrededor una distribución de presiones que genere sustentación.
Es una de las consideraciones más importantes en el diseño de superficies sustentadoras como alas, o de otros cuerpos similares como los álabes de una turbina o compresor, palas de hélices o de rotores en helicópteros y estabilizadores.
Según el propósito que se persiga en el diseño, los perfiles pueden ser más finos o gruesos, curvos o poligonales, simétricos o no, e incluso el perfil puede ir variando a lo largo del ala.
Sin embargo, este concepto no se limita solamente a las aeronaves, ya que todo objeto posee un perfil característico, cuya forma puede:
- Presentar mayor o menor resistencia al avance en un fluido; por lo tanto, una mayor o menor facilidad de movimiento en dicho fluido.

- Generar fuerzas dinámicas sobre el mismo, de mayor o menor intensidad en conjunción al desplazamiento de dicho objeto en el fluido en el que se encuentra.

## Nociones básicas

Nomenclatura acerca de un perfil

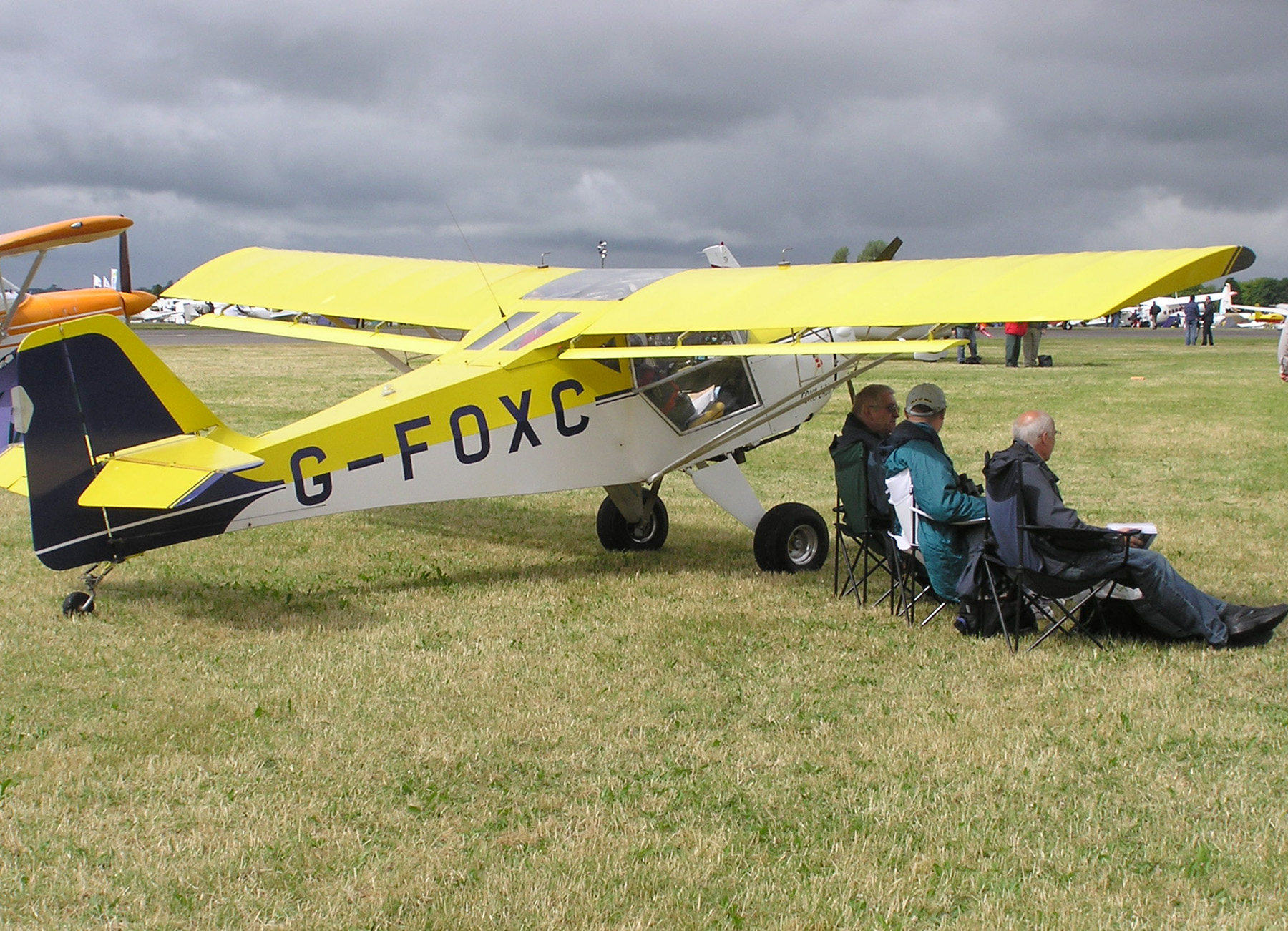
Perfil alar un avión Denney Kitfox (G-FOXC)

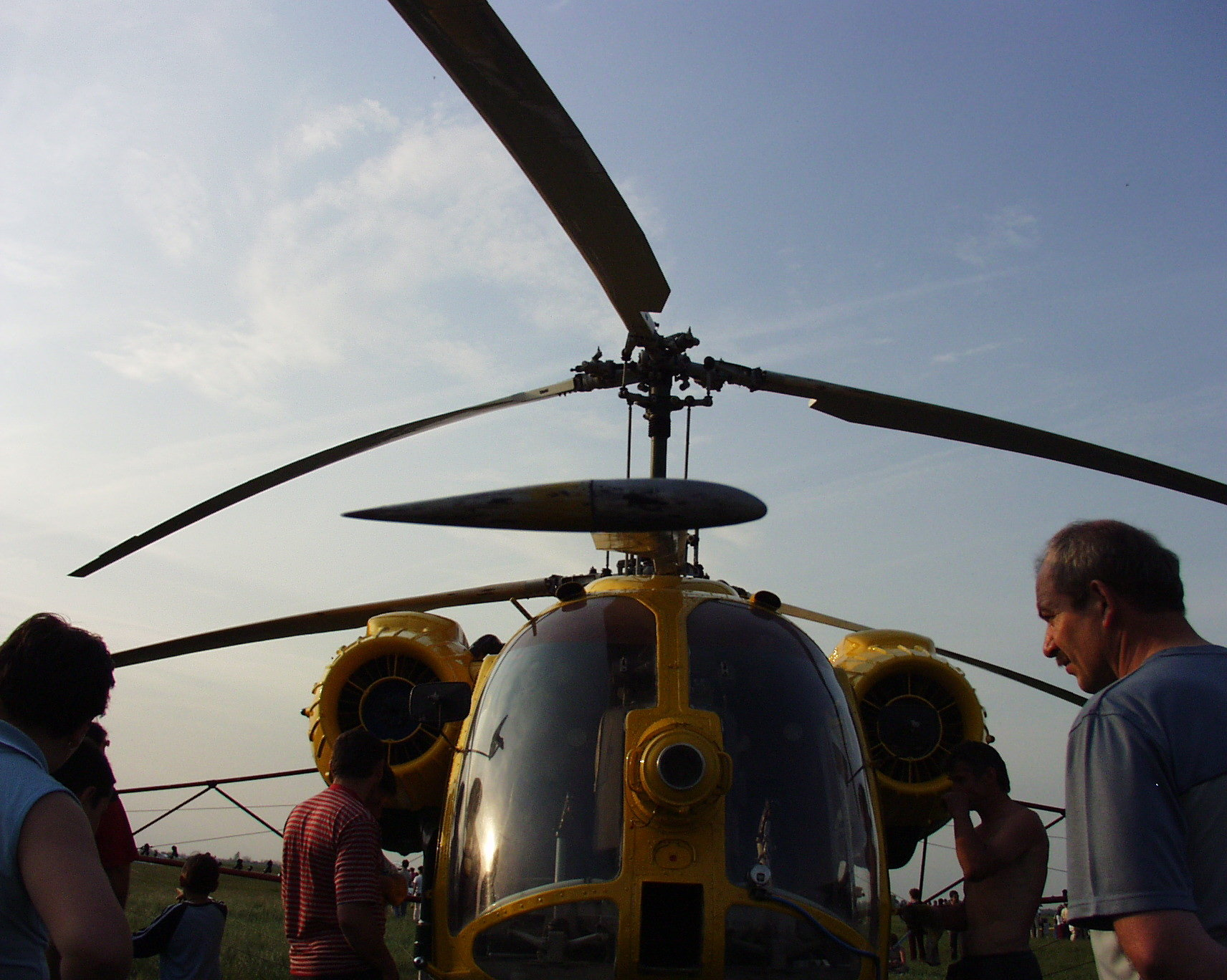
Rotor-perfil un Kamov Ka-26 helicóptero

Al sumergir un cuerpo romo en el seno de una corriente fluida, siempre aparece una fuerza que empuja al cuerpo sumergido. Imaginemos que introducimos verticalmente un tablón de madera en un río. El perfil en este caso será un rectángulo, que es la sección del tablón. Observaremos que la fuerza que arrastra dicho tablón corriente abajo es pequeña cuando enfrentamos la cara más estrecha a la corriente, y la resistencia es grande si enfrentamos a la corriente la cara más ancha. Esta fuerza que empuja en el sentido de la corriente se denomina resistencia. Observamos que esta resistencia varía conforme giramos el tablón respecto a un eje longitudinal, es decir, conforme variamos el ángulo que forma la sección del tablón con la dirección de la corriente. Ese ángulo se denomina ángulo de ataque.

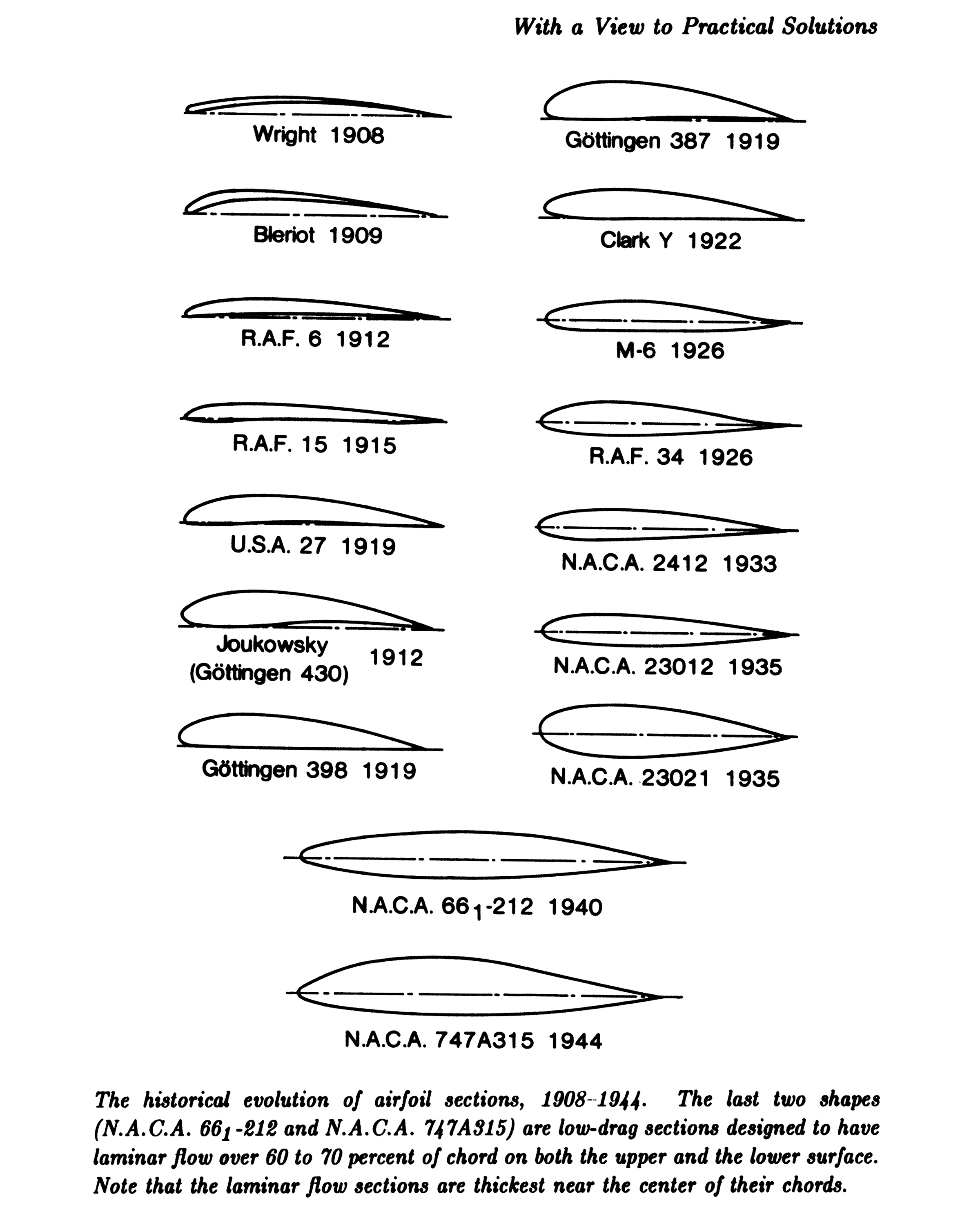
Evolución histórica de los perfiles

Cuando la corriente fluida incide sobre el tablón con cierto ángulo de ataque, además de la mencionada fuerza de resistencia, aparece otra fuerza que no tiene la dirección y el sentido de la corriente, sino una dirección perpendicular a ella. Esta fuerza perpendicular al sentido de la corriente, que también depende del ángulo de ataque, se denomina sustentación y puede ser muchas veces mayor que la de resistencia. En aplicaciones en las que deseemos que una corriente fluida "empuje" con la mayor fuerza posible a un sólido, este sólido se diseñará de manera que tenga la forma y el ángulo de ataque adecuados para lograr la máxima sustentación y la menor resistencia posible. La forma del perfil alar influye sustancialmente en las fuerzas de sustentación y resistencia que aparecerán. El tablón del ejemplo, de perfil rectangular, demuestra ser poco eficiente desde el punto de vista aerodinámico, pues los perfiles eficaces normalmente presentan una resistencia mucho menor y una sustentación enorme. Para ello suelen tener redondeada la zona enfrentada a la corriente (borde de ataque), y afilada la zona opuesta (borde de fuga o borde de salida).
Habitualmente las características aerodinámicas de un perfil alar se encuentran sometiendo a ensayo modelos de perfiles en un túnel aerodinámico (también llamado túnel de viento) o en un túnel o canal hidrodinámico. En ellos se miden la sustentación y la resistencia al variar el ángulo de ataque y las condiciones de la corriente fluida (normalmente la velocidad de esta), y se llevan a unas gráficas de características del perfil.
Los primeros modelos de perfiles ensayados en túneles de viento surgieron a partir de secciones de peces congelados. Desde mediados del siglo XX se dispone de importantes catálogos publicados que definen la geometría de un perfil y sus curvas aerodinámicas. Durante la Primera Guerra Mundial, los ensayos realizados en Gottingen contribuyeron al diseño de los primeros perfiles modernos, hasta que a partir de la Segunda Guerra Mundial, tomó el relevo en los Estados Unidos el Comité Nacional de Aeronáutica (NACA), antecesor de la actual NASA, que ha desarrollado la mayor parte de los perfiles empleados en la actualidad. Sin embargo, las características aerodinámicas de algunos perfiles empleados en la aviación militar, siguen siendo alto secreto.

## Partes y regiones de un perfil
1. Borde de ataque (leading edge).- Es la parte delantera del perfil alar. Se le denomina “borde de ataque” ya que es la primera parte que toma contacto con la corriente de aire, provocando que esta se bifurque hacia el intradós y el extradós.
2. Borde de salida (trailing edge).- Llamado también “borde de fuga”. Corresponde al punto en el que las corrientes de aire provenientes del intradós y extradós confluyen y abandonan el perfil. Aunque en la mayoría de los gráficos se le trace de forma aguda, no siempre suele ser así, teniendo en algunos casos una terminación cuadrada.
3. Intradós (lower surface).- Término genérico que denota la parte interior de una estructura. En un perfil de superficies corresponde a la parte inferior del mismo.
4. Extradós (upper surface).- Llamado también “trasdós”, es un término genérico que denota la parte exterior de una estructura. En un perfil de superficies corresponde a la parte superior del mismo.
5. Región de curvatura máxima.- Área de un perfil de superficies comprendida entre la abscisa (eje X) del punto de inicio del borde de ataque y la abscisa de la curvatura máxima.
6. Región de espesor máximo.- Área de un perfil de superficies comprendida entre la abscisa del punto de inicio del borde de ataque y la abscisa del espesor máximo.

## Parámetros geométricos de los perfiles
Las características geométricas de un perfil tienen un gran impacto en sus características aerodinámicas. Estas se pueden listar como sigue:
1. Radio del borde de ataque.- Define la forma del borde de ataque y es un valor que influye de forma importante en la pérdida. 
Geométricamente corresponde al radio de un círculo trazado de la siguiente forma:
- Debe ser tangente tanto al intradós como al extradós
- Su centro debe estar ubicado en una tangente al origen de la línea de curvatura media

Su longitud se mide en % del valor de la cuerda, oscilando entre valores:
- Muy pequeños (Próximos a 0).- Genera un borde de ataque bastante agudo (afilado), que puede causar desprendimiento temprano de la capa límite. Ideal para vuelo supersónico.
- 2 % de la cuerda.- Genera un borde de ataque más obtuso (achatado).

2. Cuerda (chord).- Corresponde a la línea recta que une el borde de ataque y el borde de salida. Su valor es una característica particular de cualquier perfil.
3. Línea de curvatura media (mean camber line).- Es una línea equidistante entre el extradós y el intradós. Define la curvatura del perfil de la siguiente manera:
- Si esta cae por encima de la cuerda (como en la figura), se dice que el perfil posee curvatura positiva
- Si esta cae por debajo de la cuerda, se dice que el perfil posee curvatura negativa.
- Si esta cae por encima y también por debajo de la cuerda, se dice que el perfil posee una doble curvatura.

4. Curvatura máxima (maximum camber).- Corresponde a la distancia máxima entre la línea de curvatura media y la cuerda. El valor de su ordenada y la posición de esta ordenada se expresa por lo general en % de la longitud de la cuerda. Un valor típico de esta es 4 % de la cuerda.
5. Espesor (thickness).- El espesor es un segmento trazado desde un punto referencial del perfil. Existen dos maneras de expresar este concepto, como se muestra en la figura:
- Convención americana.- El espesor es trazado de forma perpendicular a la línea de curvatura media.
- Convención británica.- El espesor es trazado de forma perpendicular a la línea de la cuerda.

De estas dos formas resultan dos segmentos de longitudes distintas.
6. Espesor máximo (maximum thickness).- Corresponde a la longitud máxima posible del espesor de un perfil de superficies.
El valor de su ordenada y abscisa como valor de posición, se expresa por lo general en % de la longitud de la cuerda, oscilando entre los siguientes valores:
- Ordenada igual a 3 % de la cuerda, para perfiles muy delgados (vuelo supersónico).
- Valores típicos: Ordenada igual a 12 % y abscisa igual a 30 % de la cuerda.
- Ordenada igual a 18 % de la cuerda, para perfiles gruesos (vuelo a baja velocidad).

## Clasificación de los perfiles
- Según forma:
  - Asimétricos (con curvatura)
  - Simétricos

- Según sus características:
  - De flujo laminar (perfiles diseñados para maximizar el porcentaje de flujo laminar en la capa límite)
  - De alta sustentación (perfiles con coeficientes de sustentación comparativamente altos)
  - Autoestables (perfiles diseñados para generar un momento angular neutro o aproximadamente neutro)
  - Supercríticos (están optimizados para disminuir al mínimo la amplitud de las ondas de choque generadas por el ala a velocidades transónicas)
  - STOL (short take off and landing = Despegue y aterrizaje cortos, cuentan con slats (una porción del borde de ataque que se despliega para redirigir el aire hacia la superficie superior del ala) por lo general fijos, y flaps por lo general colocados debajo del borde de salida, como alas aparte con una cuerda de una fracción de la del ala principal. Esto resulta en un ángulo de pérdida drásticamente mayor que el de un perfil común, y por consiguiente en una velocidad de pérdida drásticamente menor en las aeronaves que los utilizan)
- Según orientación del diseño hacia un rango de velocidades de operación:
  - Subsónicos
  - Transónicos
  - Supersónicos

## Otros datos
- Viscosidad: propiedad de los fluidos por la que presentan resistencia a la velocidad de deformación.
- Capa límite: distancia desde la superficie del perfil, hasta el punto en el que la velocidad es idéntica a la de la corriente libre de aire.
- Capa límite laminar: considerado el perfil de un plano, cuando el movimiento del aire se realiza de manera ordenada, en capas paralelas, obtenemos una circulación laminar y por tanto una capa límite laminar.
- Capa límite turbulenta: en ella el movimiento de las partículas no es en forma de capas paralelas, siendo de forma caótica, pasando las moléculas de aire de una capa a otra moviéndose en todas direcciones.
- Ángulo de ataque: puede ser positivo, negativo o neutro.
- Fuerza aerodinámica: es la resultante de la conjunción de las fuerzas que actúan sobre el perfil. Al descomponerse esta fuerza sobre la dirección de vuelo, da la sustentación "L" (fuerza perpendicular a la corriente de aire libre) y la resistencia "D" (fuerza paralela a la corriente libre de aire).
- Clasificaciones NACA.